# Thalassobia coutagnei
Thalassobia coutagnei is een slakkensoort uit de familie van de Cochliopidae. De wetenschappelijke naam van de soort is voor het eerst geldig gepubliceerd in 1881 door Bourguignat in Coutagne.